# Кретьен (лунный кратер)
Кратер Кретьен (лат. Chrétien) — большой древний ударный кратер в южном полушарии обратной стороны Луны. Название присвоено в честь французского астронома Анри Кретьена (1870—1956) и утверждено Международным астрономическим союзом в 1970 г. Образование кратера относится к донектарскому периоду. 

## Описание кратера

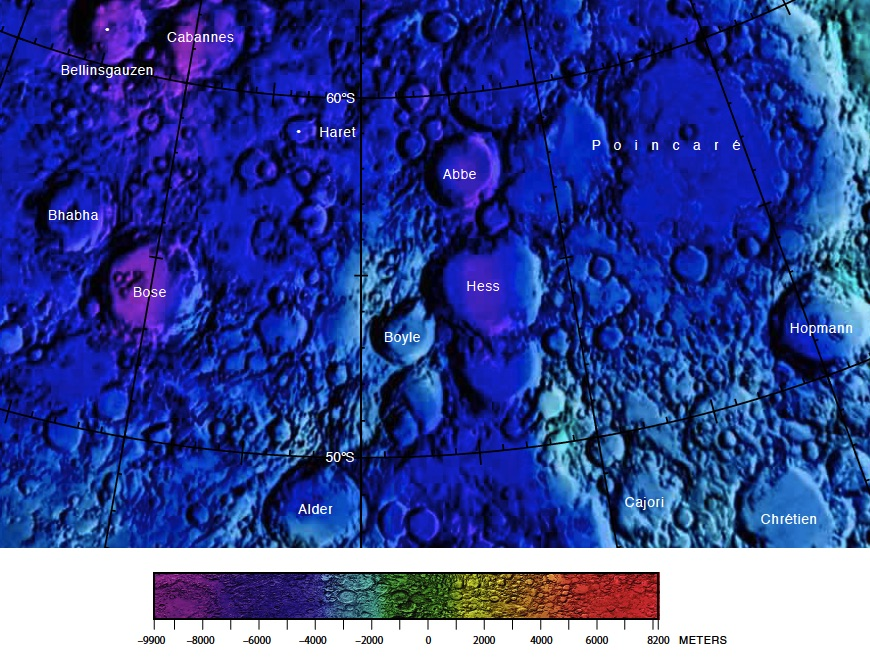
Окрестности кратера Кретьен. Фрагмент карты области южного полюса Луны.

Ближайшими соседями кратера Кретьен являются кратер Гаравито на западе; кратер Обручев на севере; кратер Орем на северо-востоке; кратер Кеджори на востоке и кратер Хопман на юге-юго-востоке. На севере от кратера Кретьен находится Море Мечты – одно из немногих лунных морей на обратной стороне Луны. Селенографические координаты центра кратера 46°07′ ю. ш. 162°59′ в. д. / 46,11° ю. ш. 162,99° в. д., диаметр 98,6 км, глубина 2,8 км.
Кратер Кретьен имеет сложную полигональную форму возможно образованную объединением нескольких кратеров. Вал сглажен, в северной части вала находится широкий разрыв, северо-западная часть вала перекрыта сателлитным кратером Кретьен W (см. ниже), северо-восточная - сателлитным кратером Кретьен C, западная - сателлитным кратером Кретьен S. Чаша кратера затоплена базальтовой лавой, за исключением широкой полосы по периметру внутреннего склона и имеет альбедо значительно меньшее чем окружающая местность. В северной части чаши расположен невысокий хребет в форме трехлучевой звезды.

## Сателлитные кратеры
| Кретьен | Координаты                                              | Диаметр, км |
| ------- | ------------------------------------------------------- | ----------- |
| A       | 43°23′ ю. ш. 163°08′ в. д. / 43,39° ю. ш. 163,14° в. д. | 12,1        |
| C       | 44°46′ ю. ш. 165°25′ в. д. / 44,76° ю. ш. 165,42° в. д. | 63,6        |
| S       | 46°40′ ю. ш. 160°23′ в. д. / 46,66° ю. ш. 160,38° в. д. | 40,1        |
| W       | 44°33′ ю. ш. 160°50′ в. д. / 44,55° ю. ш. 160,84° в. д. | 34,2        |

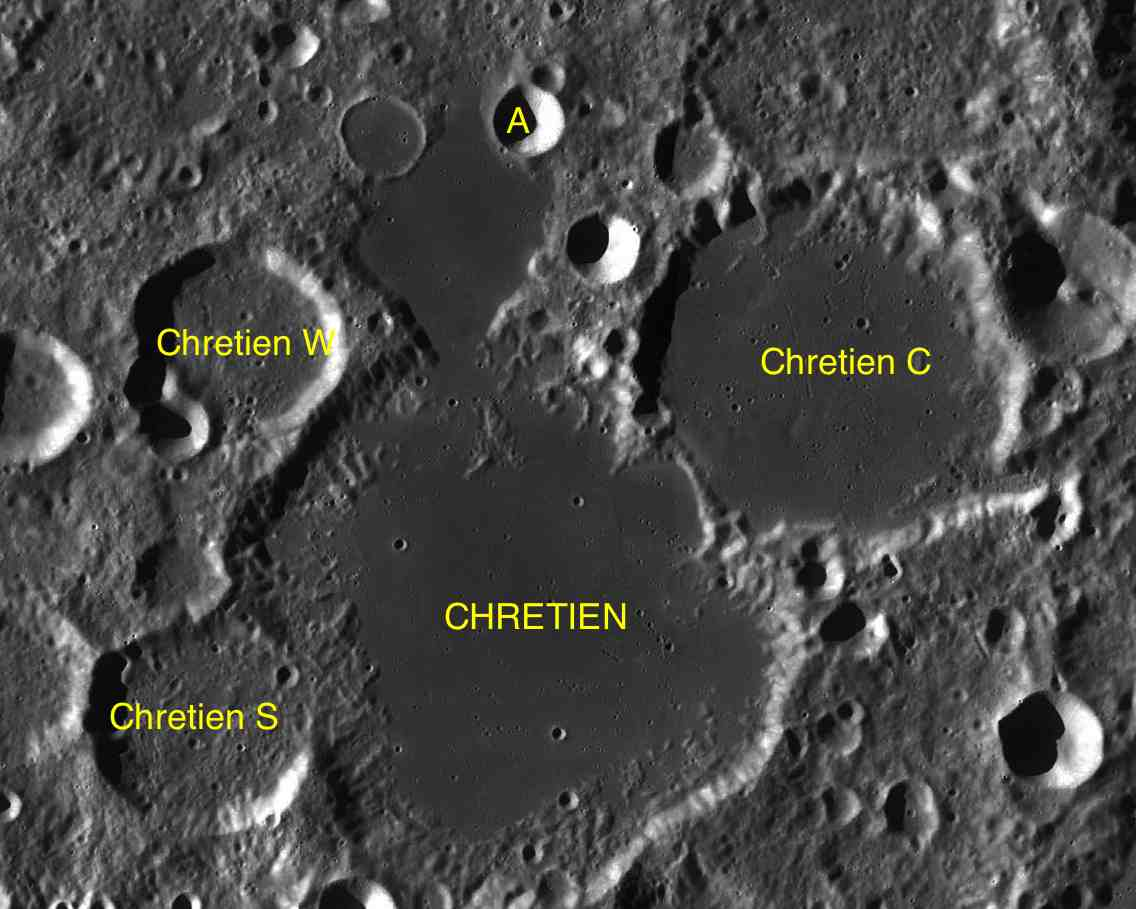
Фрагмент карты LAC-119.

- Образование сателлитного кратера Кретьен C относится к донектарскому периоду[1].
- Образование сателлитного кратера Кретьен W относится к нектарскому периоду[1].

## См.также
- Список кратеров на Луне
- Лунный кратер
- Морфологический каталог кратеров Луны
- Планетная номенклатура
- Селенография
- Минералогия Луны
- Геология Луны
- Поздняя тяжёлая бомбардировка